# Grey (duo)
I Grey sono un duo di produttori musicali e DJ costituito da due fratelli, Kyle e Michael Trewartha.
Sono noti principalmente per i singoli Starving e The Middle, che sono diventati delle vere e proprie hit planetarie, ottenendo nel complesso 35 dischi di platino, 3 dischi d'oro e un disco d'argento.
Nella loro carriera hanno lanciato vari singoli e realizzato molti remix di hit di successo, collaborando anche con star come Zedd, Maren Morris, Hailee Steinfield, Sofia Carson, Avril Lavigne, Skrillex, Camila Cabello.

## Storia del gruppo

### Gli esordi
Kyle e Michael Trewartha sono nati e cresciuti a Fountain Valley, in California. Tra i due, Kyle è stato il primo ad avvicinarsi nel mondo della musica: inizialmente chitarrista in un gruppo metal, Trewartha ha iniziato a pubblicare brani EDM (sia musica originale che remix) a partire dal 2011, con lo pseudonimo di Singularity. Tale attività è cessata soltanto nel 2014, sebbene Kyle abbia continuato a pubblicare musica da solista sotto lo pseudonimo di Kyle Tree. Per quanto riguarda Michael, egli ha iniziato a studiare musica soltanto nel 2013, dedicandosi prettamente all'aspetto delle produzioni musicali.
La carriera dei Grey in quanto tali inizia nel 2015, quando pubblicano un remix della hit Where Are U Now di Skrillex e Diplo con Justin Bieber. Tale remix arriverà successivamente all'attenzione di Skrillex grazie ad un'email che gli viene inviata dagli stessi Grey: il DJ decide di lanciare rendere ufficiale il remix, lanciando in questo modo la carriera del duo. Sempre nel 2015, i Grey avranno dunque modo di realizzare tanti remix di successo di brani noti, quali: Disarm You di Kaskade, Papercut e Beautiful Now di Zedd, Same Old Love di Selena Gomez.

### Starving, Chamelon (2016 - 2017)
Anche Zedd rimane colpito dal talento dei fratelli, e nel 2016 dà loro l'opportunità di collaborare con lui nella produzione di un brano completamente inedito: si tratta dal singolo Starving, realizzato in collaborazione con la cantante Hailee Steinfield. Il brano ottiene un grande successo planetario, superiore a quello raggiunto fino a quel momento da altri brani di Hailee Steinfield. Segue un'altra collaborazione con Zedd su un brano originale, Adrenaline, ed altri remix di brani famosi: True Colors dello stesso Zedd e Wild di Troye Sivan. Sempre nel 2016 il duo partecipa alla produzione del brano Candyman, sempre di Zedd ed in collaborazione col cantante Aloe Blacc.
Nel 2017 i Grey pubblicano il loro EP di debutto Chamelon, che include i singoli I Miss You feat. Bahari e Crime feat. Skott ed una collaborazione con la popstar Avril Lavigne. Sempre nel 2017 collaborano con Camila Cabello nel brano Crown e realizzano remix di molti brani: You're Not There dei Lukas Graham, In The Arms Of A Stranger di Mike Possner, Do You Remember di Jarryd James, Fresh Eyes di Andy Grammer, One More Night di Into The World e Into You di Ariana Grande. Collaborano inoltre con Angel Elgort nella produzione di alcuni brani.

### The Middle, Island Records (2018 - presente)
Nel 2018 collaborano di nuovo con Zedd nel brano The Middle, interpretato questa volta dalla cantante country Maren Mortis: il brano ottiene un notevole successo planetario, superiore a quello di Starving, e permette al gruppo di ottenere un contratto discografico con la Island Records. Oltre al successo commerciale, questo brano consente al duo di ottenere tra nomination ai Grammy Awards e una nomination agli American Music Awards, oltre a trionfare in due categorie agli iHeartRadio Music Awards. Nel frattempo i Grey producono il brano di Troye Sivan Changed My Mind. Il primo brano pubblicato sotto Island è Want You Back feat. Lèon, pubblicato nel 2019, a cui fanno seguito nello stesso anno i brani First Time con Robinson, Criminal e Grey Area con Sofia Carson: in alcuni di questi brani i due artisti lavorano anche come cantanti. Nel 2020 vengono pubblicati i singoli Body Count con Thutmose e For The Night da solisti

## Formazione
- Kyle Trewartha
- Michael Trewartha

## Discografia

### EP
- 2017 – Chamaleon
- 2020 – Light
- 2020 – Dark
- 2024 – Contra

### Singoli
- 2016 – Starving (con Hailee Steinfeld feat. Zedd)
- 2016 – Adrenaline (con Zedd)
- 2017 – I Miss You (feat. Bahari)
- 2018 – The Middle (con Maren Morris e Zedd)
- 2019 – Want You Back (feat. Léon)
- 2019 – First Time (feat. Robinson)
- 2019 – Criminal
- 2019 – Grey Area (con Sofia Carson)
- 2020 – Body Count (con Thutmose)
- 2020 – FAYF
- 2021 – Hurricane (con Cheat Codes e Tyson Ritter)
- 2021 – Dance with You (con Laura Marano)
- 2023 – 7-DS (con AWAY)
- 2023 – Raven (con Virtual Riot)
- 2023 – Contra